# Eccellenza Sardegna 2017-2018
Il campionato italiano di calcio di Eccellenza regionale 2017-2018 è stata la 27ª edizione del campionato di Eccellenza, quinta serie del campionato italiano di calcio e prima serie regionale. I 16 partecipanti dell'Eccellenza Sardegna 2017-2018 hanno preso parte alla Coppa Italia Dilettanti Sardegna 2017-2018.

## Stagione

### Novità
A seguito della promozione diretta del Tortolì, della promozione tramite play-off nazionali del Budoni e delle retrocessioni di La Palma Monteurpinu, Bosa ed Ilvamaddalena, l'Eccellenza Sardegna riparte nella stagione 2017-2018 con le promozioni da ambedue i gironi di Promozione regionale di Samassi e Stintino come prime classificate e del Guspini-Terralba in seguito alla vittoria dei play-off della Promozione. Retrocedono dalla Serie D il Muravera e la S.E.F. Torres 1903 la quale, in seguito alla rinuncia del campionato di competenza ed al successivo fallimento, permette il ripescaggio del Sorso 1930 come seconda classificata nella graduatoria play-off della Promozione. A seguito di questo, il Tergu Plubium cambia denominazione in A.S.D. Torres con sede a Sassari che, tuttavia, non manterrà il titolo sportivo della predecessora.

## Squadre partecipanti
| Club             | Città            | Stadio                                   | Stagione precedente           |
| ---------------- | ---------------- | ---------------------------------------- | ----------------------------- |
| Atletico Uri     | Uri (SS)         | Campo Comunale Pintore - Caddeo (Olmedo) | 6º in Eccellenza Sardegna     |
| Calangianus      | Calangianus (SS) | Stadio Signora Chiara                    | 3º in Eccellenza Sardegna     |
| Ferrini Cagliari | Cagliari         | Campo sportivo Piero Polese              | 11º in Eccellenza Sardegna    |
| Ghilarza         | Ghilarza (OR)    | Campo Comunale Walter Frau               | 8º in Eccellenza Sardegna     |
| Guspini-Terralba | Guspini (SU)     | Stadio Narbonis                          | 3º nel girone A di Promozione |
| Monastir Kosmoto | Monastir (SU)    | Campo Comunale                           | 10º in Eccellenza Sardegna    |
| Muravera         | Muravera (SU)    | Campo Comunale                           | 15º nel girone G di Serie D   |
| Orrolese         | Orroli (SU)      | Campo Comunale Mario Leoni               | 13º in Eccellenza Sardegna    |
| Samassi          | Samassi (SU)     | Campo Comunale                           | 1º nel girone A di Promozione |
| Castiadas        | Castiadas (SU)   | Campo Comunale L'Annunziata              | 4º in Eccellenza Sardegna     |
| Sorso            | Sorso (SS)       | Stadio La Piramide                       | 3º nel girone B in Promozione |
| Stintino         | Stintino (SS)    | Campo Comunale Rocca Ruja                | 1º nel girone B di Promozione |
| Taloro Gavoi     | Gavoi (NU)       | Campo Comunale Maristiai                 | 12º in Eccellenza Sardegna    |
| Tonara           | Tonara (NU)      | Campo sportivo Su Nuratze                | 7º in Eccellenza Sardegna     |
| Torres           | Sassari          | Stadio Vanni Sanna                       | 5º in Eccellenza Sardegna     |
| Valledoria       | Valledoria (SS)  | Campo Comunale                           | 9º in Eccellenza Sardegna     |

## Classifica finale
|  | Pos. | Squadra          | Pt | G  | V  | N  | P  | GF | GS | DR  |
|  | ---- | ---------------- | -- | -- | -- | -- | -- | -- | -- | --- |
|  | 1.   | Castiadas        | 65 | 30 | 18 | 11 | 1  | 64 | 25 | 39  |
|  | 2.   | Atletico Uri     | 54 | 30 | 15 | 9  | 6  | 63 | 36 | 27  |
|  | 3.   | Torres           | 54 | 30 | 15 | 9  | 6  | 49 | 22 | 27  |
|  | 4.   | Stintino         | 54 | 30 | 14 | 12 | 4  | 53 | 34 | 19  |
|  | 5.   | Sorso            | 54 | 30 | 16 | 6  | 8  | 39 | 32 | 7   |
|  | 6.   | Samassi          | 42 | 30 | 12 | 6  | 12 | 41 | 39 | 2   |
|  | 7.   | Muravera         | 41 | 30 | 11 | 8  | 11 | 38 | 42 | -4  |
|  | 8.   | Tonara           | 40 | 30 | 10 | 10 | 10 | 43 | 40 | 3   |
|  | 9.   | Guspini-Terralba | 38 | 30 | 10 | 8  | 12 | 37 | 38 | -1  |
|  | 10.  | Ghilarza         | 38 | 30 | 10 | 8  | 12 | 37 | 43 | -6  |
|  | 11.  | Ferrini Cagliari | 38 | 30 | 10 | 8  | 12 | 46 | 53 | -7  |
|  | 12.  | Taloro Gavoi     | 35 | 30 | 8  | 11 | 11 | 36 | 50 | -14 |
|  | 13.  | Monastir Kosmoto | 33 | 30 | 8  | 9  | 13 | 40 | 53 | -13 |
|  | 14.  | Calangianus      | 27 | 30 | 6  | 9  | 15 | 31 | 49 | -18 |
|  | 15.  | Valledoria       | 23 | 30 | 6  | 5  | 19 | 27 | 56 | -29 |
|  | 16.  | Orrolese         | 16 | 30 | 3  | 7  | 20 | 27 | 59 | -32 |

Legenda
      Promossa in Serie D 2018-2019.
      Ammessa ai play-off nazionali.
  Partecipa ai play-off o ai play-out.
      Retrocessa in Promozione Sardegna 2018-19
Note:
Tre punti a vittoria, uno a pareggio, zero a sconfitta.
In caso di arrivo di due o più squadre a pari punti, la graduatoria verrà stilata secondo la classifica avulsa tra le squadre interessate che prevede, in ordine, i seguenti criteri:
- Punti negli scontri diretti
- Differenza reti negli scontri diretti
- Differenza reti generale
- Reti realizzate in generale
- Sorteggio

## Spareggi

### Play-off

#### Tabellone
|  | Semifinali | Semifinali   | Semifinali |        |   | Finale       | Finale | Finale |  |
|  |            |              |            |        |   |              |        |        |  |
|  | 2          | Atletico Uri | 3          |        |   |              |        |        |  |
|  | 2          | Atletico Uri | 3          |        |   |              |        |        |  |
|  | 5          | Sorso        | 2          |        |   |              |        |        |  |
|  | 5          | Sorso        | 2          |        | 2 | Atletico Uri | 0      |        |  |
|  |            |              |            |        | 2 | Atletico Uri | 0      |        |  |
|  |            |              | 3          | Torres | 1 |              |        |        |  |
|  | 4          | Stintino     | 3          | Torres | 1 | 0            |        |        |  |
|  | 4          | Stintino     |            |        |   |              |        |        |  |
|  | 3          | Torres       | 2          |        |   |              |        |        |  |

#### Semifinali
In caso di pareggio nei 120', avrebbe passato lo scontro la squadra meglio piazzata nella stagione regolare.
|              | Risultati |        | Luogo e data          |
| ------------ | --------- | ------ | --------------------- |
| Atletico Uri | 3-2       | Sorso  | Usini, 29 aprile 2018 |
|              |           |        |                       |
| Stintino     | 0-2       | Torres | Sorso, 29 aprile 2018 |
|              |           |        |                       |

#### Finale
|              | Risultati |        | Luogo e data         |
| ------------ | --------- | ------ | -------------------- |
| Atletico Uri | 0-1       | Torres | Sorso, 6 maggio 2018 |

### Play-out

#### Finale
In caso di pareggio nei 120', avrebbe passato lo scontro la squadra meglio piazzata nella stagione regolare.
|                  | Risultati |             | Luogo e data             |
| ---------------- | --------- | ----------- | ------------------------ |
| Monastir Kosmoto | 4-0       | Calangianus | Monastir, 29 aprile 2018 |